# Run So Far
Run So Far ist ein Pop-Rock-Song, der von George Harrison geschrieben und von Eric Clapton sowohl 1990 als Single als auch am 18. November 1989 auf dem Album Journeyman veröffentlicht wurde.
Auf der Aufnahme wirkte George Harrison an der Gitarre und als Sänger mit. Das Lied ist in Intro, Strophe, Refrain und Ende unterteilt. Das Intro des Liedes steht in der Originaltonart C-Dur. Während des gesamten Liedes wechseln die Akkorde C-Dur, G-Dur und F-Dur gemäß einer Kadenz, wobei C die Tonika, G die Dominante und F die Subdominante darstellt, durchsetzt mit Füllungen, den sogenannten „Fills“.
Die Single belegte Platz 40 der US-amerikanischen Billboard Mainstream-Rock-Songs-Chart und verblieb insgesamt vier Wochen in diesen.
2002 erschien George Harrisons Version auf dessen postum veröffentlichten letzten Studioalbum Brainwashed.